# Twilight Time (album)
Albums de Stratovarius
Fright Night
(1989) Dreamspace
(1994)
Singles
1. Break the Ice
Sortie : 1992

Twilight Time est le deuxième album du groupe finlandais de metal Stratovarius, publié en 1992, par Shark.
Un seul single est extrait de l'album : Break the Ice.

## Liste des chansons
Toute la musique est composée par Timo Tolkki.
| No | Titre                       | Durée |
| -- | --------------------------- | ----- |
| 1. | Break the Ice               | 4:42  |
| 2. | The Hands of Time           | 5:35  |
| 3. | Madness Strikes at Midnight | 7:19  |
| 4. | Metal Frenzy                | 2:20  |
| 5. | Twilight Time               | 5:50  |
| 6. | The Hills Have Eyes         | 6:19  |
| 7. | Out of the Shadows          | 4:09  |
| 8. | Lead Us into the Light      | 5:45  |